# Celje slot
46°13′11″N 15°16′15″Ø / 46.21972°N 15.27083°Ø
Celje slot eller Celje øvre slot, også gamle slot (slovensk Celjski grad, Celjski zgornji grad eller Stari grad) er et slot i Celje, Slovenien beliggende ved bredden af Savinja. Bygningen blev påbegyndt i 1322, men slottet har siden den gang gennemgået omfattende ændringer og siden 1700-tallet er det i praksis en stor ruin. Slottet er en af de største fæstningsværker og slotte på slovensk territorium. I en lang periode var det sæde for hertugen af Celje.
Celje slot er i dag under restaurering, og der er en restaurant tilknyttet stedet.